# Andreas Penk
Andreas Penk (* 1965 in Leipzig) ist ein deutscher Mediziner und Manager. Er war Vorstand bei Pfizer Deutschland.

## Leben
Nach dem Studium der Medizin begann er 1994 bei Pfizer Deutschland und stieg im Verlauf zum President Oncology Europe und Vorsitzender der Geschäftsführung von Pfizer Deutschland GmbH auf. Er war der erste Arzt an der Spitze von Pfizer in Deutschland.
Penk war stellvertretender Vorsitzender des Verbandes Forschender Arzneimittelhersteller e.V. Am 1. Oktober 2012 erhielt er den Verdienstorden des Landes Berlin.
Andreas Penk ist verheiratet und Vater zweier Töchter.